# آسيه خانم
أم الخاقان مهد علياء آسيه خانم عز الدين قاجار (بالفارسية: ام الخاقان مهدعلیا آسیه خانم عزالدین‌ قاجار) (توفيت 1217هـ) هي زوجة الشاه محمد خان القاجاري وأم فتح علي شاه.